# اودون تری
اودون تری (به انگلیسی: Ödön Téry) ژیمناست زادهٔ ۸ ژوئیهٔ ۱۸۹۰ میلادی اهل کشور مجارستان است.